# Жукевич-Стоша, Евгений Александрович
Евгений Александрович Жукевич-Стоша (1914—1974) — советский учёный, конструктор металлургических машин, лауреат Ленинской премии.

## Биография
Родился 31 декабря 1914 г.
После окончания МВТУ (1938) работал в КБ.
С 1948 г. в ЦКБММ-ВНИИМЕТМАШе (Всесоюзном научно-исследовательском и проектно-конструкторском институте металлургического машиностроения): старший инженер-конструктор, главный инженер проекта, начальник конструкторского бюро, начальник отдела спец. станов, начальник сектора механизации и отделки проката, сектора автоматизации и механизации производственных процессов, с 1963 г. вплоть до своей смерти 23 октября 1974 г. — заместитель директора института по научно-конструкторским работам.
Кандидатская диссертация:
- Летучие ножницы непрерывных заготовочных станов. Изыскание конструкции, наладка и исследование (1962).

Доклад вместо докторской диссертации:
- Создание высокопроизводительных и специальных прокатных станов [Текст] : (Проблемы проектирования, изыскание конструкции и исследования) : Доклад по творческим работам и изобретениям, представ. вместо дис. на соискание учен. степени д-ра техн. наук. (168) / Уральский политехн. ин-т им. С. М. Кирова. — Свердловск : [б. и.], 1970. — 57 с.

Доктор технических наук (1971), профессор (1972).
Участвовал в работах по созданию автоматического стрелкового оружия.
Публикации:
- Режущие машины прокатных цехов [Текст] / Е. А. Жукевич-Стоша, А. З. Слоним, П. И. Сидоров и др. ; Под ред. акад. А. И. Целикова и канд. техн. наук Е. А. Жукевича-Стоши ; Науч.-исслед. ин-т информации по тяжелому, энерг. и трансп. машиностроению. — Москва : [б. и.], 1971-. — 22 т.; 28х42 см.

Ч. 2. — 1971. — 168 с. : черт.
- Режущие машины прокатных цехов [Текст] / Е. А. Жукевич-Стоша, А. З. Слоним, П. И. Сидоров и др. ; Под ред. акад. А. И. Целикова и канд. техн. наук Е. А. Жукевича-Стоши ; Науч.-исслед. ин-т информации по тяжелому, энерг. и трансп. машиностроению. — Москва : [б. и.], 1971-. — 22 т.; 28х42 см.

Ч. 1. — 1971. — 111 с. : черт.
- Летучие ножницы непрерывных заготовочных станов [Текст] : (Изыскание конструкции, наладки и исследование) / Инж. Е. А. Жукевич-Стоша; [Под ред. канд. техн. наук Н. И. Крылова]. — [Москва] : [Отд. науч.-техн. информации и оформления], [1962]. — 159 с. : ил.; 23 см. — (Труды ВНИИМетмаш/ Гос. ком. Совета Министров СССР по автоматизации и машиностроению. Всесоюз. науч.-исслед. и проектно-конструкторский ин-т металлургич. машиностроения «ВНИИМетмаш» Сб. 4).
- Трансмиссии приводов металлургических машин [Текст] / Под ред. д-ра техн. наук Е. А. Жукевича-Стоши и канд. техн. наук Б. Е. Житомирского. — Москва : [б. и.], 1975. — 319 с. : ил.; 23 см. — (Труды ВНИИМЕТМАШ/ Всесоюз. науч.-исслед. и проектно-конструкт. ин-т металлург. машиностроения. ВНИИМЕТМАШ; № 38).

Лауреат Ленинской премии 1961 года — за создание типового непрерывного заготовочного стана 850/700/500 и повышение производительности существующих заготовочных станов.
Умер в 1974 году. Похоронен на 6 участке Введенского кладбища в Москве.
Сын — Жукевич-Стоша, Николай Евгеньевич, кандидат технических наук, старший научный сотрудник Всесоюзного научно-исследовательского и проектно-конструкторского института металлургического машиностроения, лауреат Государственной премии СССР 1983 года — за освоение производства полых профилей проката из меди и ее сплавов.